# Столяров, Геннадий Дмитриевич
Геннадий Дмитриевич Столяров (20 августа 1986, Москва) — российский тренер, хоккеист (нападающий). Завершил игровую карьеру.
С 20 августа 2025 года входит в тренерский состав хоккейного клуба "Динамо" Москва.

## Карьера
Воспитанник московского «Динамо». Начал карьеру в 2003 году в составе клуба Высшей лиги ТХК Тверь. В следующем году на драфте НХЛ был выбран в 8 раунде под общим 257 номером клубом «Детройт Ред Уингз», после чего подписал контракт с чеховским «Витязем», внеся свой вклад в выход команды в Суперлигу. Сезон 2005/06 начал в Высшей лиге в составе ступинского «Капитана», после чего принял предложение московского «Динамо». За клуб выступал до 2008 года, так и не сумев стать одним из ведущих форвардов. В самом начале сезона 2008/09 перешёл в астанинский «Барыс», в составе которого в 44 матчах набрал 21 (12+9) очко. 10 июля 2009 года заключил двухлетнее соглашение с балашихинским ХК МВД. Однако по причине постоянных травм сумел дебютировать лишь спустя полгода. Тем не менее, свою серебряную медаль, завоёванную клубом в том сезоне, он получил.
29 мая 2010 года Столяров наряду с многими другими хоккеистами расформированного ХК МВД подписал контракт с родным «Динамо». Сезон 2010/11 вновь получился для него неполным — из-за травмы руки он провёл на площадке лишь 20 матчей, в которых набрал 6 (2+4) очков. 3 мая 2011 года Столяров покинул московский клуб, а 15 июня заключил соглашение с череповецкой «Северсталью».
25 декабря 2014 года, в дэдлайн, Столяров был обменян в нижегородское «Торпедо» на выбор в 5-м раунде драфта юниоров-2015.
7 мая 2019 года подписал двухлетний односторонний контракт с московским «Спартаком». 24 августа 2020 года контракт был расторгнут, в сезоне 2019/20 форвард принял участие в 44 матчах чемпионата КХЛ, в которых набрал 3 (0+3) очка.
27 июля 2025 года завершил игровую карьеру.

С 20 августа 2025 года входит в тренерский состав хоккейного клуба "Динамо" Москва.

## Достижения
- Финалист Кубка Гагарина 2010.
- Серебряный призёр Кубка Гагарина 2016.
- Обладатель Кубка Континента 2015/16.
- Серебряный призёр Чешской Экстралиги в сезоне 2021/2022.

## Статистика
| Легенда | Легенда                    | Легенда | Легенда                   | Легенда | Легенда    |
| ------- | -------------------------- | ------- | ------------------------- | ------- | ---------- |
| И       | Количество проведённых игр | Штр     | Штрафное время            | +/−     | Плюс-минус |
| Г       | Голы                       | П       | Голевые передачи          | О       | Очки       |
| -       | Статистика неизвестна      | —       | Статистика не учитывалась |         |            |